# Fichier temporaire
Un fichier temporaire est un fichier qui peut être créé par un programme pour y stocker des informations qui ne sont utiles que pendant sa durée d'exécution, typiquement des données qui ne peuvent pas résider en mémoire.
Les fichiers temporaires ont en général l'extension .tmp, mais pas obligatoirement. Ces fichiers sont stockés typiquement dans /tmp dans le cas de systèmes Unix ou Linux, ou dans C:\Windows\temp dans le cas de système Windows, mais peuvent être implantés ailleurs suivant les programmes, par exemple \Temporary Internet Files dans le cas d'Internet Explorer.
Ils doivent normalement disparaitre à la fin de l'exécution, mais il arrive souvent que le programme en cause ne les supprime pas, soit par mauvaise gestion de la part du programmeur, soit en cas de terminaison anormale du programme. Ces fichiers peuvent être supprimés sans problème (à condition qu'ils ne soient pas en cours d'utilisation), ils encombrent les ordinateurs et contiennent parfois des malwares.
On peut les supprimer manuellement ou en utilisant un utilitaire tel que CCleaner de Piriform ou Wise Disk Cleaner. On peut aussi les supprimer à la source du dossier temp.